# Rodolfo O'Reilly
Pour les articles homonymes, voir O'Reilly.
Rodolfo O'Reilly, surnommé en Argentine Michingo O'Reilly (Buenos Aires, 1939 - Buenos Aires, 2018), est un ancien joueur international et entraîneur argentin de rugby à XV.
Joueur et entraîneur du Club Atlético San Isidro et sélectionneur de l'équipe d'Argentine de rugby à XV de 1981 à 1983 puis de 1988 à 1990, il a aussi été secrétaire d'État aux sports de 1983 à 1987.

## Biographie

### Carrière sportive

#### En club
Rodolfo O'Reilly est joueur du Club Atlético San Isidro de 1947 à 1964 et devient champion de la province de Buenos Aires en 1960. Il a ensuite entraîné le club et remporte le championnat en 1974, 1975, 1976, 1981 et 1982,.
Il a par ailleurs cofondé en 2003 le Virreyes Rugby Club, duquel il s'est longtemps occupé,. Le club a été créé par plusieurs anciens joueurs de renom, afin que les enfants provenant de famille pauvres de Virreyes (es) et de la zone « puissent rivaliser sur un pied d'égalité avec les institutions traditionnelles ». O'Reilly a été l'entraîneur principal de ce club qui est un prétexte à une action sociale plus ambitieuse : « Nous sommes engagé dans quelque chose qui possède le premier condiment : l'amour pour celui qui est à côté de soi. L'Argentine en a besoin et c'est l'antidote à la violence », explique O'Reilly. Cette initiative a eu du succès, le nombre de licenciés n'ayant eu de cesse d'augmenter, jusqu'à ce que l'équipe puisse participer au championnat de la province de Buenos Aires en 2010.

#### Avec la sélection nationale
O'Reilly a été sélectionneur des Pumas, l'équipe nationale d'Argentine, à deux reprises : de 1981 à 1983, puis de 1988 à 1990.
Il entame son mandat avec une tournée en France. Bien que les deux matches soient perdus, la tournée est positive, car elle permet de constituer une équipe qui remportera quelques succès significatifs par la suite.

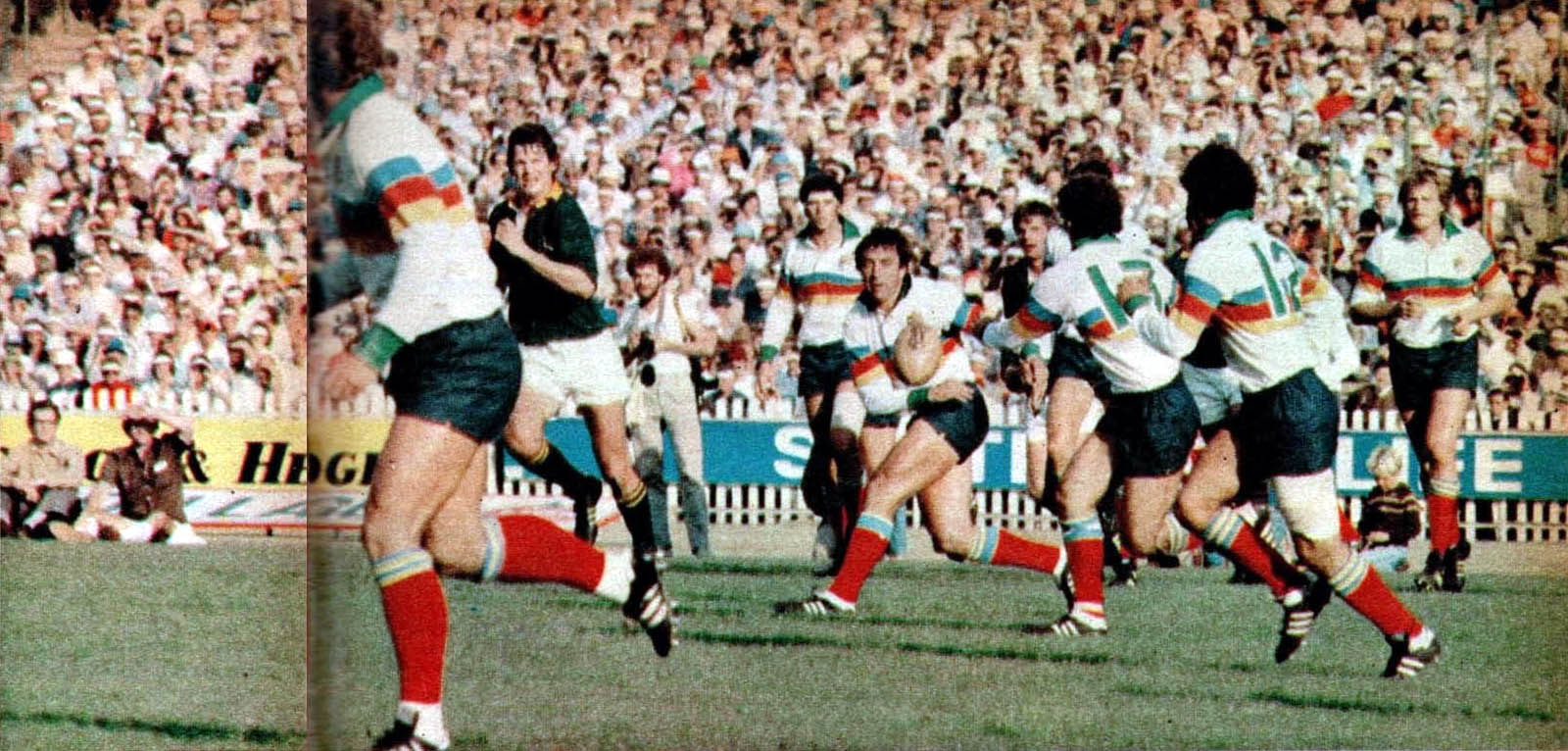
Sudamérica XV contre les Springbox en 1982.

Sous ses ordres, l'Argentine a remporté un succès historique en 1983 contre l'Australie à Brisbane, sur le score de 3-18, remportant le premier match à l'extérieur de l'Argentine face à une puissance mondiale. Il a aussi dirigé une sélection sud-américaine appelée Sudamérica XV qui a remporté un match contre l'Afrique du Sud le 3 avril 1982 à Bloemfontein sur le score de 21-12, dont tous les points ont été inscrits par Hugo Porta,.
Il a aussi notamment remporté des matches contre l'Australie en 1987, la France en 1988 (lors d'un second test très rude, sur le score de 18-6), la première victoire de l'histoire de l'Argentine contre l'Angleterre en 1990 (15-13),,. C'est au lendemain de cette victoire historique que Rodolfo O'Reilly a démissionné et s'est retiré du rugby professionnel, célébré par le monde du rugby argentin.
Au total, il a dirigé 26 rencontres pour un bilan de 14 victoires, 11 défaites et 1 nul,,.

### Carrière politique
À la suite de la dictature militaire en Argentine (1976-1983), Rodolfo O'Reilly devient secrétaire d'État aux Sports du gouvernement de Raúl Alfonsín.
Durant son mandat, il prône l'inclusion sociale avec le programme « Sport pour tous ». Les supporters de football se souviennent cependant de lui comme ayant fait partie de ceux qui ont souhaité la démission du sélectionneur de l'équipe d'Argentine de football, Carlos Bilardo, juste avant la Coupe du monde de football 1986, finalement remportée par l'Argentine.

### Mort
Rodolfo O'Reilly meurt le 20 juin 2018 à l'âge de 79 ans. Il est salué comme « le symbole du rugby argentin » par le quotidien argentin La Nación et reçoit de nombreux hommages, de la fédération argentine à Ricardo Alfonsín, le fils de l'ancien président de la république Argentine, en passant par les divers clubs qu'il a côtoyés,.

## Autobiographie
En 2016, Rodolfo O'Reilly publie son autobiographie intitulée Michingo: por el eje profundo. Il y donne sa vision de la solidarité et du rugby, comme outil de croissance personnelle, de chacune des composantes d'une équipe.